# Höhenland
Höhenland es un municipio situado en el distrito de Märkisch-Oderland, en el estado federado de Brandeburgo (Alemania), a una altura de 100 metros. Su población a finales de 2016 era de 1000 habs. y su densidad poblacional, 20 hab/km².